# Hohentorspark
Der Hohentorspark liegt in Bremen im Stadtteil Neustadt, Ortsteil Hohentor.

## Geschichte
Vor dem Zweiten Weltkrieg gab es in der Nähe des früheren Hohentors (1620 bis 1825/1944) in den Neustadtswallanlagen, der früheren Bremer Befestigungsanlagen auf der linken Weserseite, eine Brachfläche, die jahrelang als Stellplatz für Zirkuszelte, Karussells und Fahrgeschäfte diente und als Exerzierplatz für die Neustadtskasernen.
Der Hohentorspark wurde 1951/52 als erste größere Grünanlage nach dem Krieg auf dieser Brache durch das Gartenbauamt Bremen unter Leitung von Gartenbaudirektor Erich Ahlers im Stile der Zeit angelegt. Der Park mit seinem zentralen Senkgarten und den großflächigen Staudenbeeten war Treffpunkt, Spielwiese und Freizeitmittelpunkt für die Bevölkerung in einer damals sehr zerstörten Umgebung.
Die Parkanlagen verfielen im Laufe der Zeit, die Wege waren marode, die Eingangsbereiche zugewachsen. 2012 fand eine grundlegende Sanierung statt. Zwei historische Skulpturen von 1890, die Schnitterin und der Hopfenbrauer, kamen nun sichtbarer zum Eingangsbereich. Die den Senkgarten umschließende Mauer aus Kriegstrümmern wurde bei der Instandsetzung größtenteils in den Originalzustand versetzt. Das wassergebundene Wegenetz, begleitet von zahlreichen Blumenbeeten und einem Wasserbecken, soll den an einen Hausgarten angelehnten Stil betonen.
Heute überrascht der Park eher durch seine Ruhe, trotz der nahen Hochstraße.